# تری‌فلورالین
تری‌فلورالین (به انگلیسی: Trifluralin) با فرمول شیمیایی C۱۳H۱۶F۳N۳O۴ یک ترکیب شیمیایی با شناسه پاب‌کم ۵۵۶۹ است. که جرم مولی آن ۳۳۵٫۲۸ g/mol می‌باشد. شکل ظاهری این ترکیب، بلورهای زرد است.